# Robert Pine
Robert Pine, född 10 juli 1941 i New York, är en amerikansk skådespelare. Han är mest känd för rollen som Sgt. Joseph Getraer i polisserien CHiPs (1977–1983). Han är far till skådespelaren Chris Pine.